# بند (نرم‌افزار)
بند (انگلیسی: BAND) یک نرم‌افزار ارتباطی مخصوص تلفن های هوشمند است که امکان ارتباط گروهی را فراهم می آورد. این نرم‌افزار توسط ناور کورپوریشن ساخته شده است. 
بند برای سرویس های اندروید ، آی او اس و دکستاپ موجود می باشد.